# Mojave Trails National Monument
Le monument national des Mojave Trails (en anglais, Mojave Trails National Monument) est un monument national américain désigné comme tel par le président des États-Unis Barack Obama le 12 février 2016. Il protège environ 6 500 km2 de zones désertiques du comté de San Bernardino, en Californie.

## Description
Le parc est bordé au sud par le Parc National Joshua Tree (3 199 km2), et au nord par le Mojave National Preserve (6 243 km2), formant un ensemble d'un seul tenant de plus de 16 500 km2, soit l'une des plus grandes zones désertiques protégées du monde. Comme la Mojave National Preserve, le Mojave Trails National Monument contient des chaînes de montagnes, des éléments volcaniques (Amboy Crater), des dunes de sable (Cadiz Dunes...) et des étendues de cactus Cholla (Bigelow Cholla Garden Wilderness). 

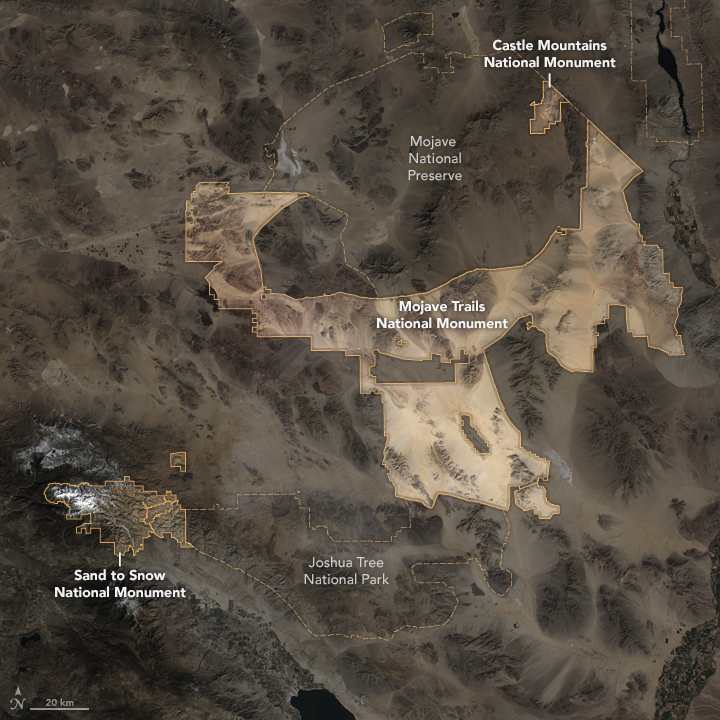
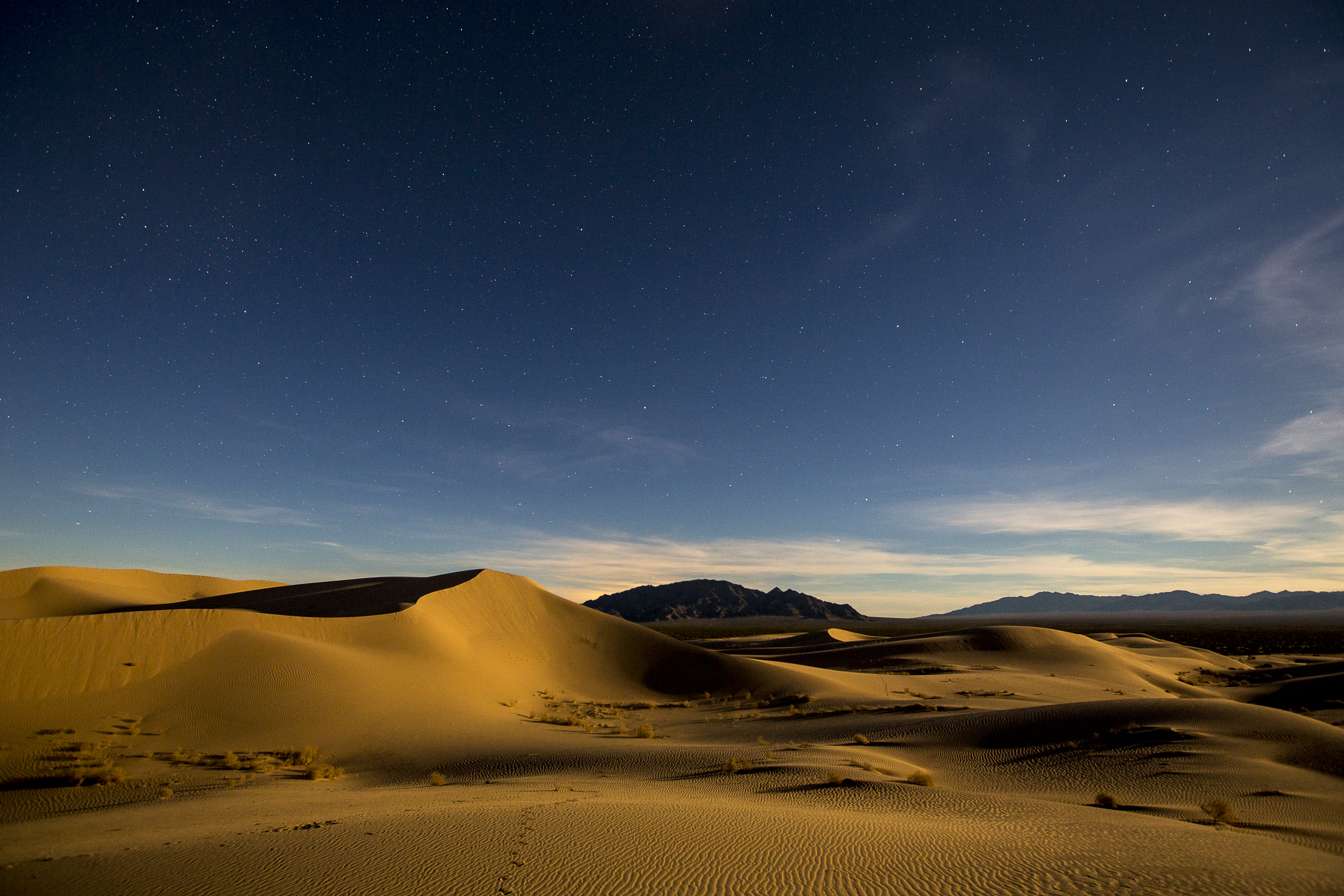
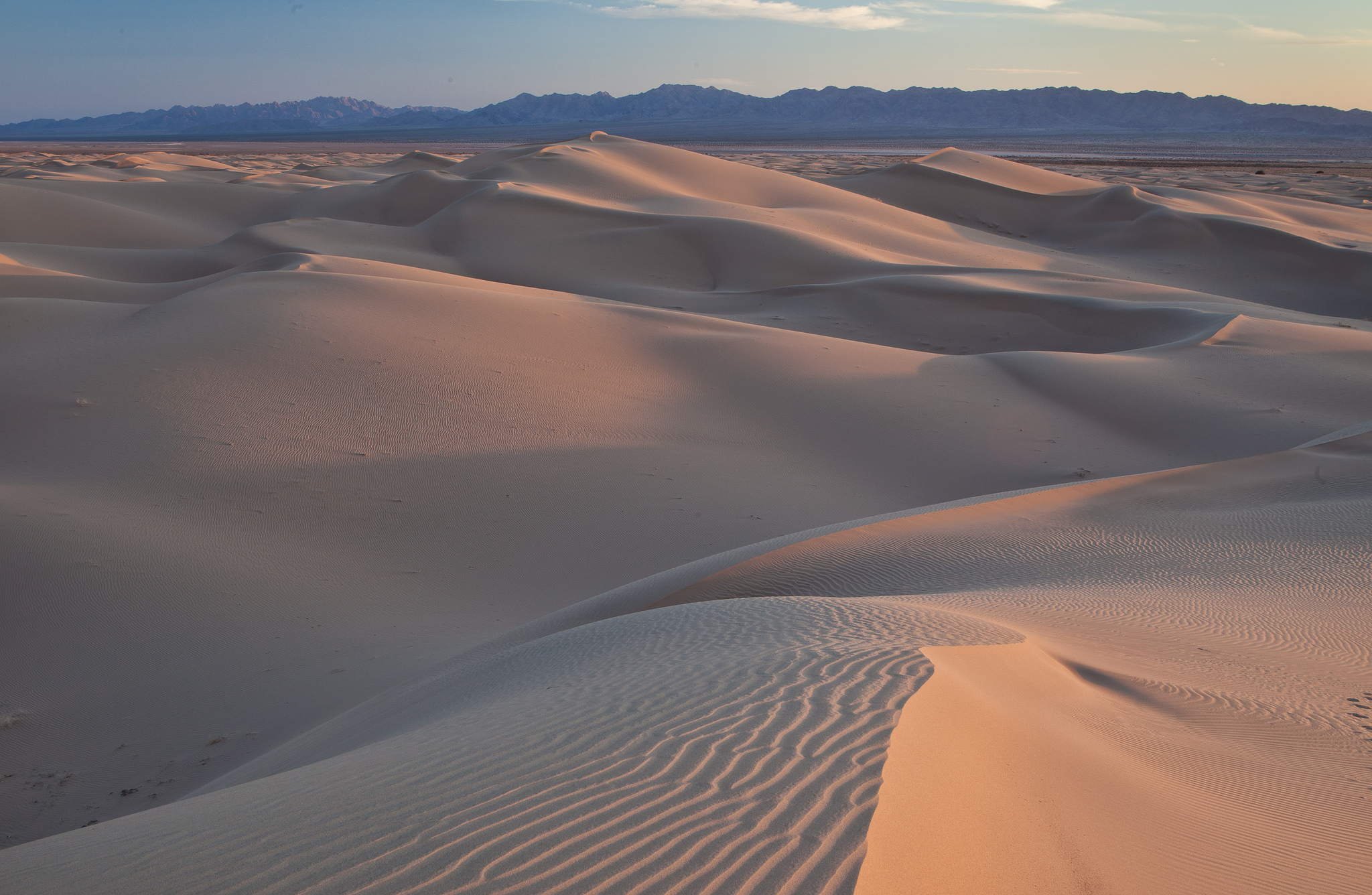